# 拉塞尔纳-德尔蒙特
拉塞尔纳-德尔蒙特，是西班牙马德里自治区的一个市镇。总面积5平方公里，总人口114人（2001年），人口密度23人/平方公里。